# Dasam Granth

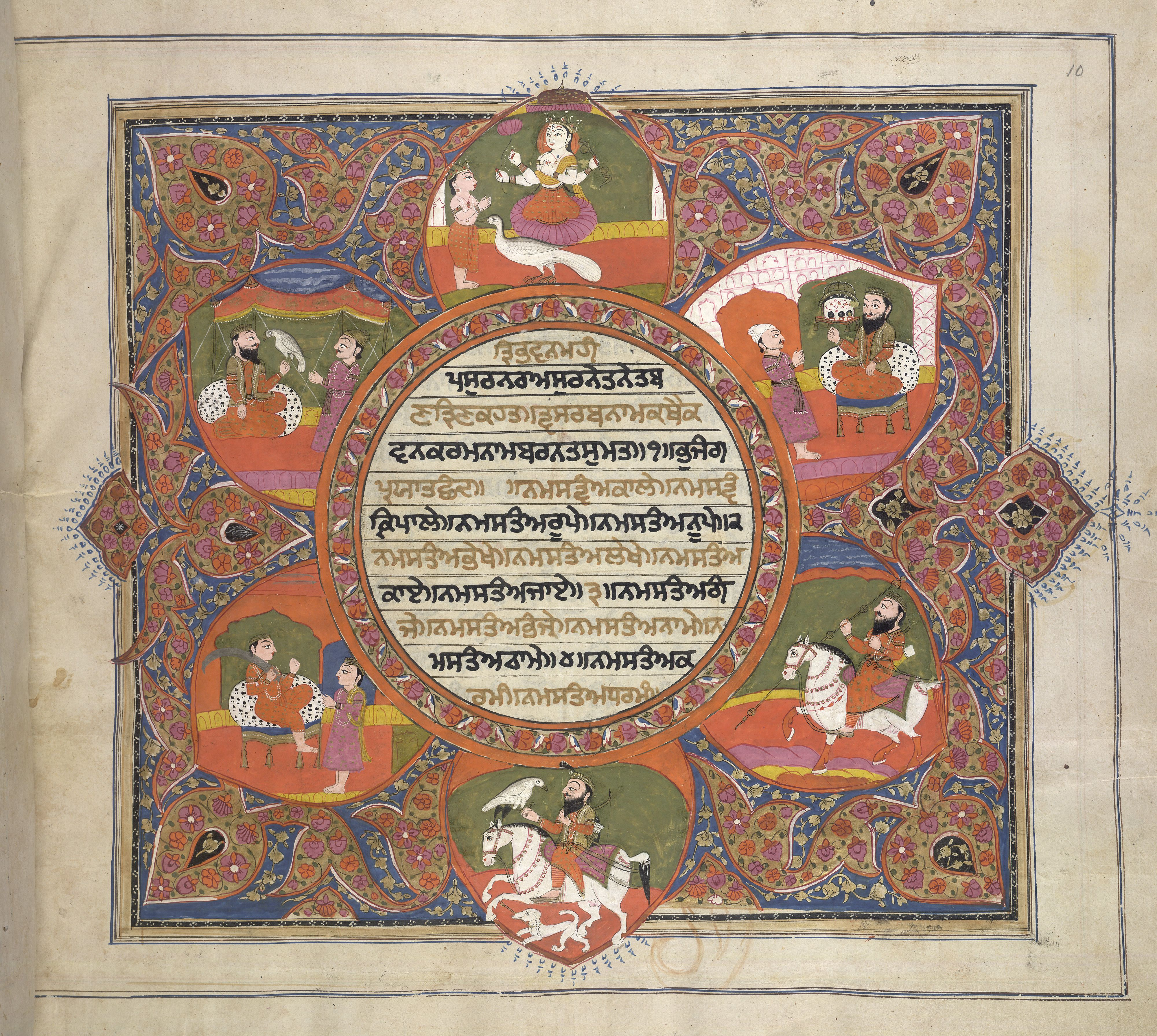

Le Dasam Granth est un livre qui rassemble des écrits de Guru Gobind Singh, le dixième Guru sikh, et qui a été mis en forme à Amritsar par Bhai Mani Singh (1644-1737). Littéralement, Dasam Granth signifie « le dixième livre », soit : le livre du dixième gourou. Il est appelé ainsi pour le distinguer de l’Adi Granth, le Premier Livre, formé d'écrits rassemblés par Guru Arjan, le cinquième gourou du sikhisme.
Le Dasam Grant est attribué à Guru Gobind Singh, bien qu'il contienne aussi probablement des compositions de poètes qui faisaient partie de son entourage. Il est écrit en gurmukhi, mais on y trouve aussi des passages en persan, en sanskrit et en hindi.
Bien que tout son contenu ne soit pas religieux, certains sikhs le mettent sur un pied d'égalité avec le Guru Granth Sahib, le livre saint du sikhisme considéré comme gourou intemporel. Certains de ses hymnes sont toujours utilisés pour des cérémonies religieuses de nos jours.
Le Dasam Granth contient près de deux mille poèmes et 1 428 pages dans l'édition moderne,,,.

## Aperçu de la table des matières
- 1. Jaap (meditation) Pages 1 to 32 Chapitre 1
  2. Akal Ustat, (prières à Dieu) pages 33 à 94 Chapitre 2
  3. Bachitar Natak, (autobiographie du Guru) Pages 94 à 175  Chapitre 3
  4. Chandi Charitar, I & II (le personnage de la déesse Chandi) Pages 175 à 197  Chapitre 4
  5. Chandi di Var, (une ballade pour décrire la déesse Durga) Pages 297 à 325  Chapitre 5
  6. Gian Prabodh, (l'éveil de la connaissance) Pages 325 à 643  Chapitre 6
  7. Chaubis Avtar, (24 incarnations de Vishnu) Pages 643 à 1343  Chapitre 7
  8. Ramkali du dixième Maître, Pages 1343  Chapitre 8
  9. Brahm Avtar, (incarnation de Brahma) 
  10. Rudra Avtar (incarnation de Shiva) 
  11. Shabad Hazare (dix shabads) 
  12. 33 Swayyae, (33 strophes) Pages 1350  Chapitre 9
  13. Swayyae  Pages 1355  Chapitre 10
  14. Khalsa Mehma (les prières sur le Khalsa) 
  15. Shastar Nam Mala (une liste d'armes) Pages 1355  Chapitre 11
  16. Kabyo Baach Bentee Pages 1355 à 1464  Chapitre 12
  17. Charitropakhyan (le caractère des femmes et des hommes) 
  18. Zafarnama (épître de victoire, une lettre écrite à l'empereur Aurangzeb) Pages 1469 Chapitre 13
  19. Hikayats (stories)

## Source
- L'encyclopédie du sikhisme en anglais .